# Garnisonshospitalet

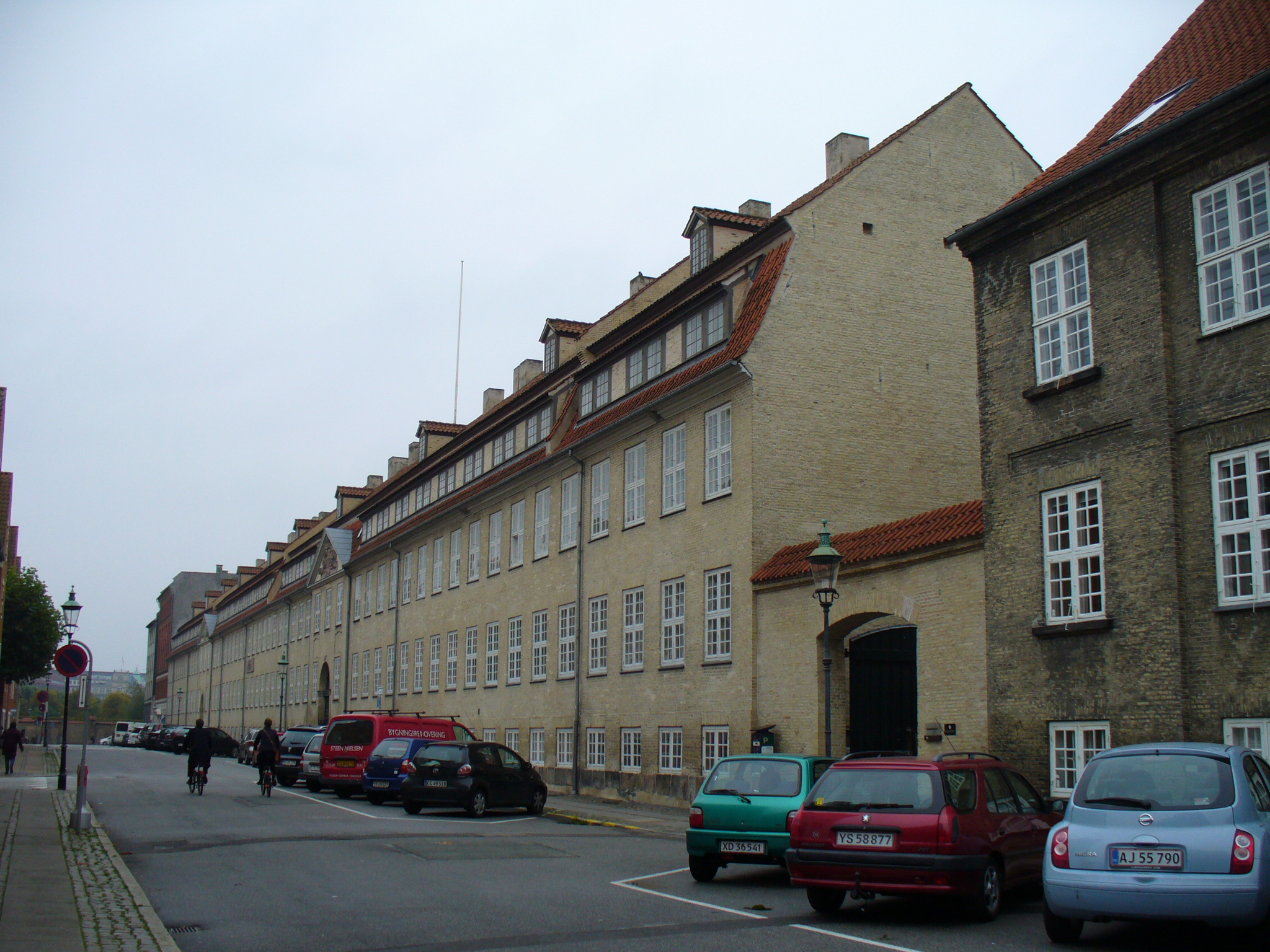
Det tidigare Garnisonshospitalet.

Garnisonshospitalet var under åren 1818–1928 ett militärt sjukhus i Köpenhamn.
År 1659 stiftades Kvæsthuset i Köpenhamn (invigt 1660) och i slutet av 1600-talet uppdelades detta i Søkvæsthuset och Krigshospitalet. Trots att dessa inrättningar under krigstid användes som sjukhus, var de i grunden hospital i dåtida mening, så kallade lemmestiftelser, det vill säga hem för gamla, sjuka och fattiga. Varje regemente hade sina sjukstugor i städerna, och först 1806 öppnades det nybyggda Søetatens Hospital i Fredericiagade och 1818 Garnisonshospitalet i Rigensgade, vilket inrättades i en gammal fabriksbyggnad.
I realiteten innebar inrättandet av Garnisonshospitalet endast att de tidigare utspridda sjukstugorna nu samlades i en byggnad, då regementsläkarna behandlade sina egna patienter på Garnisonshospitalet, och först 1842 anställdes där tre överläkare för behandling av garnisonens samtliga patienter, medan regementsläkarna endast behandlade dem så länge de var kvar vid regementena.
År 1867 upphörde man att använda Søetatens Hospital, då flottans sjuka började inläggas på Garnisonshospitalet, men 1886 tvingades man åter ta Søetatens Hospital i bruk som reservsjukhus, och 1888 blev det garnisonens epidemisjukhus, tills det för armén och flottan gemensamma Epidemihospitalet vid Tagensvej togs i bruk 1903.
Från 1889 inrättades olika specialkliniker vid Garnisonshospitalet och företogs många förbättringar, men den gamla byggnaden, som inte ens var byggt som sjukhus, led av många brister. År 1915 togs det nya Marinehospitalet på Christianshavn i bruk och 1916 beslutade man att uppföra det nya Militærhospitalet vid Tagensvej.  Detta invigdes 1928 och ersatte Garnisonshospitalet och Marinehospitalet. Detta nya för armén och flottan gemensamma sjukhus inrymde även en till Rigshospitalet hörande avdelning för nervsjukdomar.